# إغلاق مضيق باب المندب (1973)

مضيق باب المندب

إغلاق مضيق باب المندب هو حصار بحري نفذته القوات البحرية المصرية على إسرائيل خلال حرب أكتوبر 1973 عن طريق إغلاق مضيق باب المندب بوجه الملاحة البحرية الإسرائيلية في البحر الأحمر حيث كانت إسرائيل تستورد من إيران نحو 18 مليون طن من النفط عبر مضيق باب المندب إلى ميناء إيلات لاستخدام جزء منها ثم تعيد تصدير الجزء الأكبر إلى أوروبا وخلال فترة الحصار لم تدخل ناقلة نفط واحدة إلى خليج العقبة حتى 1 نوفمبر حينما سمح السادات بدخول أول ناقلة نفط إسرائيلية مقابل إيصال الإمدادات إلى الجيش المصري الثالث المحاصر في شرق القناة.

## الخلفية التاريخية
في مايو 1967 طلب الرئيس جمال عبد الناصر من القوات الدولية المتواجدة في شرم الشيخ الانسحاب من اجل إحلال قوات مصرية محلها. ثم قامت مصر 23 مايو بإغلاق مضيق تيران بوجه الملاحة البحرية الإسرائيلية. تصاعدت الأزمة لتقوم إسرائيل بمهاجمة مصر وسورية والأردن. انتهت حرب 1967 باحتلال إسرائيل شبه جزيرة سيناء وتأمينها للملاحة في خليج العقبة.

## حرب أكتوبر
رغم التفوق البحري المصري على إسرائيل إلا أن ضعف القوة الجوية المصرية أمام الإسرائيلية قد قلب موازين القوى وأحال التفوق البحري إلى عجز، إذ لا يمكن للبحرية المصرية أن تهاجم البحرية الإسرائيلة طالما ظلت القطع البحرية المصرية في مرمى الطيران الإسرائيلي دون أي حماية جوية. وبسبب ذلك لم يدخل المخططون المصريون ضمن خططهم خلال حرب أكتوبر أن تشتبك البحرية المصرية مع البحرية الإسرائيلية.
لكن البحرية المصرية كلفت بقطع طريق الملاحة الإسرائيلية المار عبر مضيق باب المندب حيث كانت إسرائيل تحصل على إمدادات نفطية من إيران عن طريق ميناء إيلات.

## إغلاق مضيق باب المندب
يصل إسرائيل عبر مضيق باب المندب 46 ناقلة نفط مختلفة الأحجام تنقل حوالي 48 مليون طن من النفط وخلال الحصار لم تدخل ناقلة نفط واحدة حتى 1 نوفمبر حينما سمح السادات بدخول ناقلة نفط إسرائيلية. وقد نفذت البحرية المصرية واجبها في الحرب بإغلاق مضيق باب المندب على بعد 1,000 كم عن أقرب ميناء مصري.

## فك الحصار البحري
فك الحصار البحري عملياً في 1 نوفمبر 1973 وسمح بدخول ناقلة نفط إسرائيلية. وجاء ذلك نتيجة حصار الجيش الثالث المصري والذي اشترطت إسرائيل لإيصال الإمدادات اليومية له فك الحصار البحري وبناء على ذلك أصدر السادات أوامره بعدم التعرض للسفن الإسرائيلية المارة عبر مضيق باب المندب.